# Cani sciolti
Cani sciolti (en español, Perros sueltos) es una historieta italiana de género histórico, creada por Gianfranco Manfredi. Es publicada por la casa Sergio Bonelli Editore.
Apareció por primera vez en noviembre de 2018, con el episodio "Sessantotto", publicado en España por Panini Comics bajo el título "Primavera del 68".

## Argumento y personajes
Pablo, Lina, Deb, Milo, Turi y Marghe, estudiantes de unos veinte años, empiezan una larga amistad en Milán durante las protestas juveniles de 1968. Los seis chicos son muy diferentes por naturaleza y temperamento, pero tienen en común su condición de "perros sueltos", participando en las revueltas aun sin estar encuadrados en algún tipo de partido u organización política.
Se reúnen a finales de los años 1980, con ocasión de una exposición conmemorativa del 68, y harán un balance de sus vidas y de los muchos cambios ocurridos. A través de sus existencias, el cómic lleva al lector a lo largo de veinte años de historia italiana.